# 杨庄窠乡
杨庄窠乡，是中华人民共和国河北省张家口蔚县下辖的一个乡镇级行政单位。

## 行政区划
杨庄窠乡下辖以下地区：
杨庄窠村、东上坪村、东深涧村、北深涧村、寨里村、沙涧村、辛庄子村、嘴子村、南德胜庄村、高家洼村、黄崖村、辛窑子村、胡家庄村、席家嘴村、西坡寨村、小辛留村、下平油村、北梁庄村、古家疃村、李家庄村、北双涧村、北庄头村、白草窑村、黄沟村、下瓦窑村、莲花山村、杜家山村、条子沟村和南庄子村。